# Związek gmin Illertal
Związek gmin Illertal – związek gmin (niem. Gemeindeverwaltungsverband) w Niemczech, w kraju związkowym Badenia-Wirtembergia, w rejencji Tybinga, w regionie Dpnau-Iller, w powiecie Biberach. Siedziba związku znajduje się w miejscowości Erolzheim.
Związek zrzesza pięć gmin wiejskich:
- Berkheim, 2 668 mieszkańców, 24,98 km²
- Dettingen an der Iller, 2 336 mieszkańców, 11,14 km²
- Erolzheim, 3 185 mieszkańców, 26,31 km²
- Kirchberg an der Iller, 1 910 mieszkańców, 18,64 km²
- Kirchdorf an der Iller, 3 470 mieszkańców, 22,86 km²